# Mosty Farø
Mosty Farø (dánsky: Farøbroerne) jsou dva silniční mosty v Dánsku, které spojují ostrovy Falster a Sjælland. Postaveny byly v letech 1980 až 1985. Mezi těmito mosty se nachází malý ostrov Farø, jehož rozloha je 0,93 km2 a populace v roce 2010 byla 5. Na mostech probíhají evropské silnice E47 a E55. Mosty Farø, architektované E. Villefrancem, byly otevřeny 4. června 1985 královnou Markétou II.

## Mosty
- Horní most (Højbroen) se nachází jižněji a jedná se o zavěšený most,[2] který překonává úžinu Storstrømmen mezi ostrovy Falster a Farø.

| Délka                 | 1 726 m [3] |
| Šířka                 | 22,4 m [3]  |
| Světlá výška          | 26 m [3]    |
| Rozpětí hlavního pole | 290 m [3]   |
| Výška pilířů          | 95,1 m [2]  |
- Dolní most (Lavbroen) se nachází severněji a jedná se o trámový most,[4] který překonává úžinu Kalvø Strøm mezi ostrovy Sjælland a Farø.

| Délka                 | 1 596 m [5] |
| Šířka                 | 21,4 m [5]  |
| Světlá výška          | 20 m [5]    |
| Rozpětí hlavního pole | 40 m [5]    |